# Wola Rzędzińska (stacja kolejowa)
Wola Rzędzińska – stacja kolejowa w Woli Rzędzińskiej, w województwie małopolskim, w Polsce. Stacja w Woli Rzędzińskiej jest obecnie największą stacją na linii Tarnów – Dębica. Znajduje się tu nastawnia NZS-WR, z której steruje się wszystkimi stacjami na tej linii.

## Ruch pasażerski
| Rok  | Wymiana pasażerska na dobę |
| ---- | -------------------------- |
| 2017 | 20-49                      |
| 2022 | 50-99                      |